# Sirone
Sirone är en ort och kommun i provinsen Lecco i regionen Lombardiet i Italien. Kommunen hade 2 309 invånare (2018).